# 栃木県道・福島県道68号那須西郷線
栃木県道・福島県道68号那須西郷線（とちぎけんどう・ふくしまけんどう68ごう なすにしごうせん）は、栃木県那須郡那須町から福島県西白河郡西郷村に至る県道（主要地方道）である。

## 概要
那須高原の交通要衝である広谷地交差点から那須高原の東部を抜けて福島県西郷村に至る道路。途中の高久丙大沢付近では相模鉄道（相鉄不動産）が開発した別荘地・相鉄の那須の南端を経由する。

## 路線データ
- 総延長：18.094 km（栃木県区間：14.769 km、福島県区間：3.325 km[1]）
  - 実延長：17.846 km（栃木県区間：14.521 km、福島県区間：3.325 km）
- 起点：栃木県那須郡那須町大字高久乙（広谷地交差点、栃木県道17号那須高原線・栃木県道30号矢板那須線交点）
- 終点：福島県西白河郡西郷村大字小田倉字稗返（稗返交差点、国道4号交点）
- 認定：1961年（昭和36年）4月1日

## 歴史
- 1961年（昭和36年）4月1日 - 主要地方道小田倉那須線として認定される。[要出典]
- 1983年（昭和58年）1月11日 - 福島県によって県道路線に認定される[2]。
- 1983年（昭和58年）1月17日 - 告示改正により現在の路線名に改称される。
- 1993年（平成5年）5月11日 - 建設省から、県道那須西郷線が那須西郷線として主要地方道に指定される[3]。

## 路線状況

### 重複区間
- 栃木県道21号湯本漆塚線（那須郡那須町高久丙池田 地内）

## 地理

### 通過する自治体
- 栃木県
  - 那須郡那須町
- 福島県
  - 西白河郡西郷村

### 交差する道路

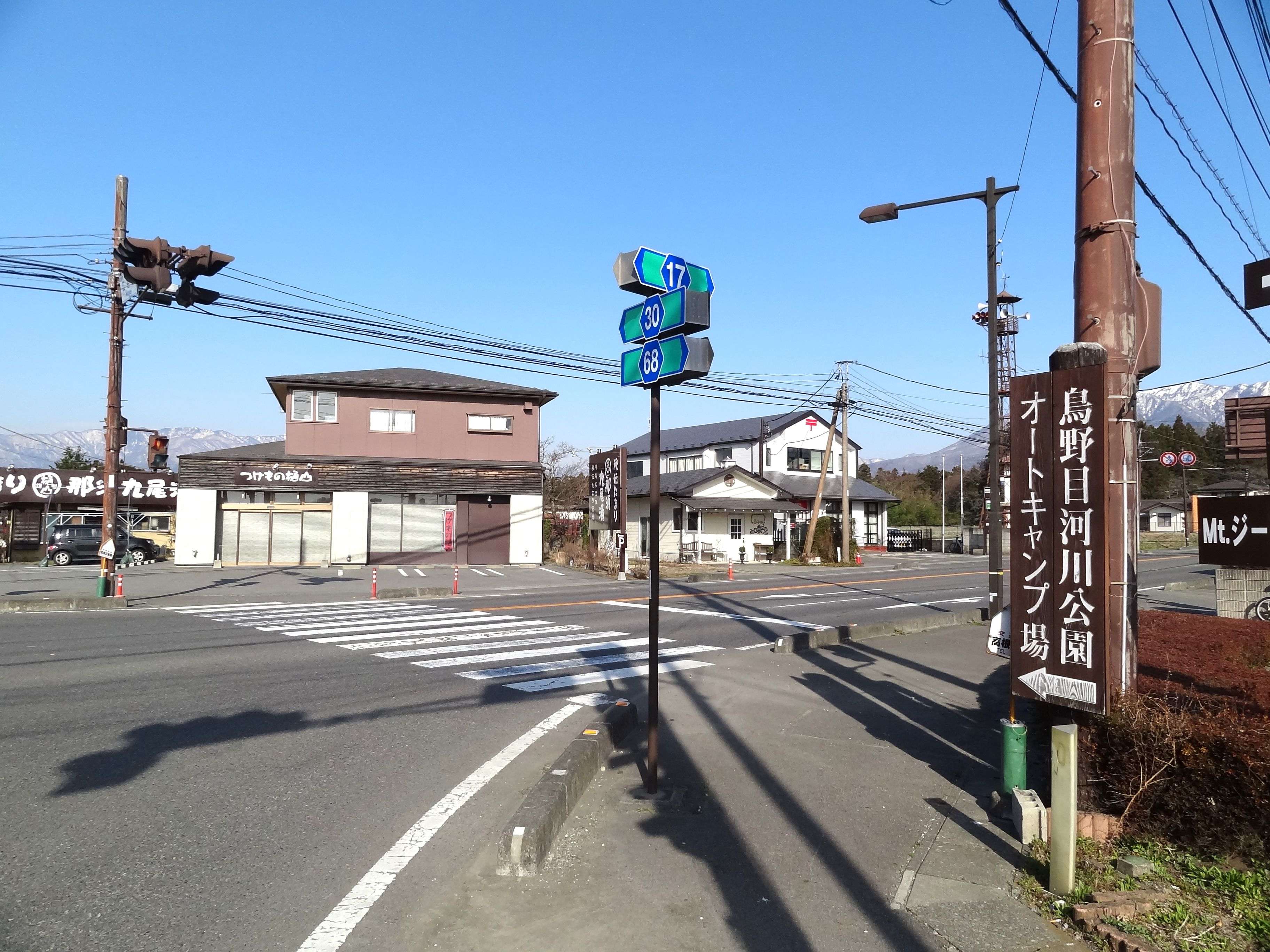
起点・広谷地交差点（栃木県道17号・30号との交点）

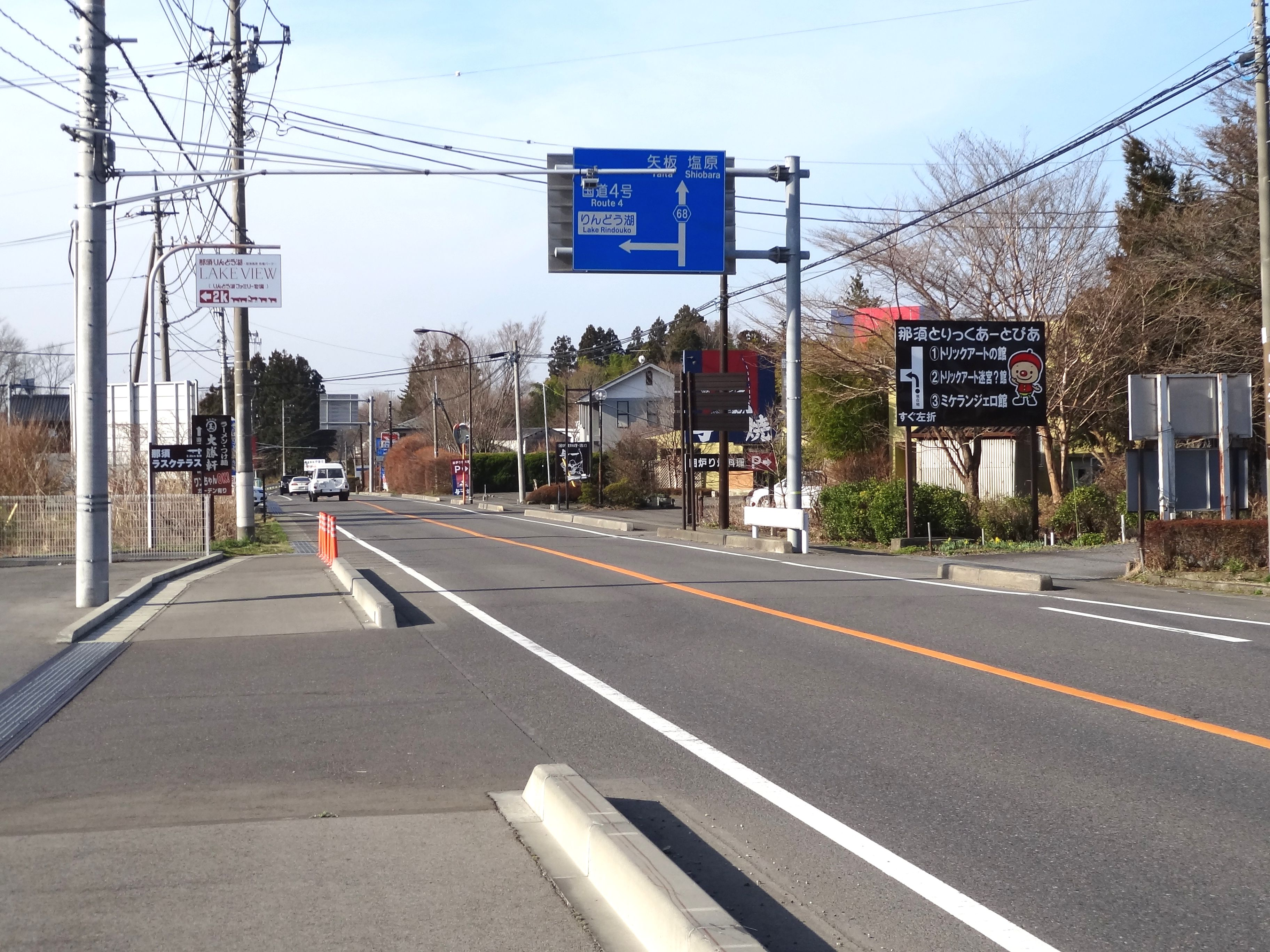
栃木県那須郡那須町大字高久丙付近

- 栃木県道17号那須高原線・栃木県道30号矢板那須線（起点）
- 栃木県道21号湯本漆塚線（那須郡那須町高久丙池田）
- 栃木県道21号湯本漆塚線（那須郡那須町高久丙池田）
- 栃木県道344号湯本大島線（那須郡那須町高久丙大沢）
- 栃木県道305号豊原大島線（那須郡那須町豊原丙大谷）
- 国道4号（終点）

### 沿線にある施設など
- 道の駅那須高原友愛の森（起点から300 m）